# 島根電工
島根電工（しまねでんこう）とは、島根県松江市に本社を置く設備建設会社。

## 主要事業所
- 本社 - 島根県松江市東本町5丁目63番地
- 米子支社 - 鳥取県米子市
- 広島支店 - 広島県広島市佐伯区
- 出雲支店 - 島根県出雲市
- 西部支店 - 島根県浜田市

## 沿革
- 1956年（昭和31年） - 有限会社島根電気工業会社として設立される。
- 1963年（昭和38年） - 株式会社島根電工に改称する。